# جریان تاریکی (فیزیک)
در فیزیک و در مهندسی الکترونیک، جریان تاریکی (به انگلیسی: dark current) جریان الکتریکی نسبتاً کمی است که از طریق افزاره‌های حساس به نور مانند لامپ فوتوفزونگر، فوتودیود یا افزاره بارجفت‌شده جریان می‌یابد، حتی زمانی که هیچ فوتونی وارد افزاره نمی‌شود؛ این شامل بارهای تولید شده در آشکارساز است که هیچ تابش خارجی وارد آشکارساز نمی‌شود. در افزاره‌های غیرنوری به آن جریان نشتی بایاس معکوس گفته می‌شود و در همه دیودها وجود دارد. از نظر فیزیکی، جریان تاریکی به دلیل تولید تصادفی الکترون‌ها و حفره‌ها در ناحیه تخلیه افزاره است.
جریان تاریکی یکی از منابع اصلی برای نویز در حسگرهای تصویر مانند افزاره‌های بارجفت‌شده است. الگوی جریان‌های تاریکی مختلف می‌تواند منجر به نویز با الگوی ثابت شود. تفریق قاب‌تاریک می‌تواند تخمینی از الگوی ثابت متوسط را حذف کند، اما همچنان یک نویز زمانی وجود دارد، زیرا جریان تاریکی خود دارای نویز شات است.